# 4 Dywizja Strzelecka (ZSRR)
4 Dywizja Strzelecka (ros. 4-я стрелковая дивизия) – związek taktyczny piechoty Armii Czerwonej.
Sformowana 12 czerwca 1919 roku na bazie rozbitej Dywizji Litewskiej. Brała udział w agresji na Polskę, w tym czasie jej pełna nazwa brzmiała 4 Smoleńska Dywizja Strzelecka imienia Proletariatu Niemieckiego (4-я Смоленская имя Германского пролетариата стрелковая дивизия). Po wojnie zimowej z Finlandią przerzucona została do Zakaukaskiego Okręgu Wojskowego. W czerwcu 1941 roku pod dowództwem pułkownika I.P. Roslija w składzie 3 Korpusu Strzeleckiego Okręgu Transkaukaskiego.
Po raz drugi sformowana 12 marca 1943 roku w Moskiewskim Okręgu Wojskowym. W 39 pułku strzeleckim należącym do 4 Dywizji Strzeleckiej służył Michaił Surkow, snajper mający ponad 500 śmiertelnych trafień.

## Dowództwo dywizji
Dowódcy:
- kombrig Nikołaj Klucznikow[1].

Szefowie sztabu:
- płk Aleksandr Bufanow[1].

## Struktura organizacyjna
Pierwsze formowanie
- 39 pułk strzelecki
- 101 pułk strzelecki
- 220 Pułk Strzelecki
- 40 pułk artylerii lekkiej (do 10.11.1941 i od 06.03.1942)
- 95 pułk artylerii haubic (do 06.11.1941)
- 80 dywizjon przeciwpancerny (do 22.10.1941 i od 06.01.1942)
- 308 samodzielna kompania czołgów[1]
- 41 kompania rozpoznawcza (47 batalion rozpoznawczy)
- 7 batalion saperów
- 549 dywizjon moździerzy (od 06.11.1941)
- 63 batalion łączności
- 55 batalion medyczno-sanitarny
- 280 kompania chemiczna
- 433 batalion transportowy

Drugie formowanie (1943)
- 39 pułk strzelecki
- 101 pułk strzelecki
- 220 pułk strzelecki
- 40 pułk artylerii lekkiej
- 80 dywizjon przeciwpancerny (do 22.10.1941 i od 06.01.1942)
- 41 kompania rozpoznawcza
- 7 batalion saperów
- 88 batalion łączności
- 55 batalion medyczny
- 280 kompania chemiczna
- 107 kompania transportowa
- 272 piekarnia polowa
- 168 punkt weterynaryjny
- 1463 stacja poczty polowej
- 13 kasa polowa